# 奎弗鎮區 (伊利諾伊州梅森縣)
奎弗鎮區（英語：Quiver Township）是位於美國伊利諾伊州梅森縣的一個行政鎮區。

## 地方資料
根據2010年美國人口普查的數據，奎弗鎮區的面積為130.00平方千米，當中陸地面積為105.40平方千米，而水域面積為24.60平方千米。當地共有人口832人，而人口密度為每平方千米6.4人。